# Campo Nuevo, Delstaten Mexiko
Campo Nuevo är en ort i Mexiko.   Den ligger i kommunen Villa Victoria och delstaten Mexiko, i den sydöstra delen av landet, 100 km väster om huvudstaden Mexico City. Campo Nuevo ligger 2 707 meter över havet och antalet invånare är 205.
Terrängen runt Campo Nuevo är kuperad västerut, men österut är den platt. Runt Campo Nuevo är det ganska tätbefolkat, med 144 invånare per kvadratkilometer. Närmaste större samhälle är Villa Victoria, 14,8 km öster om Campo Nuevo. I omgivningarna runt Campo Nuevo växer huvudsakligen savannskog.